# International Gran Prix (videogioco)
International Gran Prix, anche scritto International Grand Prix sulle riviste, è un videogioco di corse automobilistiche pubblicato nel 1981 da Riverbank Software per Apple II. Venne giudicato molto bene dalle riviste dell'epoca.

## Modalità di gioco
Il gioco consiste in corse su circuiti da Gran Premio con lo scopo di ottenere il tempo più basso possibile, senza altri concorrenti in gara.
La visuale è in prima persona dall'interno della vettura e la strada viene mostrata come una serie di paletti colorati su sfondo nero, senza altri elementi del paesaggio, in modo simile all'arcade Night Driver, ma a differenza di questo si ha a disposizione un cruscotto grafico con informazioni dettagliate.
Si può selezionare cambio automatico o manuale (5 marce), anche durante la gara. L'unico pulsante della paddle fa sia da acceleratore sia da cambio, se è manuale: un rapido rilascio e ripressione del pulsante permette di aumentare la marcia, e il viceversa permette di scalare. Non esiste un vero e proprio freno, l'auto rallenta automaticamente se si rilascia l'acceleratore o si scala. Con cambio automatico è attivabile anche il cruise control che mantiene costante l'attuale velocità anche se si rilascia l'acceleratore.
L'auto si schianta se esce troppo di strada; dopo un incidente può ripartire dallo stesso punto con una penalità in tempo e carburante. La corsa termina se termina il carburante, la cui quantità iniziale è regolabile.
Sono disponibili cinque circuiti, di cui quattro modellati su quelli reali. Le curve hanno anche dei nomi che vengono mostrati durante la gara. Alcuni circuiti hanno occasionalmente anche dei paletti posti come ostacoli a restringere la strada.
8 possibili livelli di difficoltà influiscono sulla tenuta di strada e sulle penalità.